# Коложварый, Иван
Иван Коложварый (словац. Ivan Koložváry; род. 16 февраля 1983 года, Илава, Чехословакия) — словацкий хоккеист, центральный нападающий.

## Карьера
Выступал за «Дукла» (Тренчин), СХК «37 Пьештяны», ХК «Дубница», МХК «Мартин», МсХК «Жилина».
В составе национальной сборной Словакии провел 6 матчей (2 гола). В составе молодежной сборной Словакии участник чемпионатов мира 2002 и 2003.